# Pont-de-Buis
Pour les articles homonymes, voir Pont (toponyme).
Pont-de-Buis est une ancienne commune du Finistère, érigée en 1949, qui fusionna en 1965 avec Logonna-Quimerc'h et Quimerc'h pour créer la commune de Pont-de-Buis-lès-Quimerc'h.
Suzanne Ploux en fut maire à partir de 1949 à 1974.